# Васюково (Бежецький район)
Васюково (рос. Васюково) — присілок в Бежецькому районі Тверської області Російської Федерації.
Населення становить 323 особи. Входить до складу муніципального утворення Васюковське сільське поселення.

## Історія
Від 2005 року входить до складу муніципального утворення Васюковське сільське поселення.

## Населення
| 1859 | 1887 | 1920 | 1997 | 2008 | 2010 |
| ---- | ---- | ---- | ---- | ---- | ---- |
| 191  | ↗220 | ↘219 | ↗333 | ↘330 | ↘323 |